# Comuna Dobricika, Dobrici
Dobricika o comună în regiunea Dobrici din Bulgaria. A nu se confunda cu comuna Dobrici, care este o enclavă în cadrul acesteia.

## Demografie
Componența etnică a comunei Dobricika
     Turci (16,28%)
     Romi (19,86%)
     Nicio identificare (10,3%)
     Bulgari (51,96%)
     Altele (1,57%)
La recensământul din 2011, populația comunei Dobricika era de 22.081 locuitori. Din punct de vedere etnic, majoritatea locuitorilor (51,96%) erau bulgari, existând și minorități de romi (19,86%) și turci (16,28%). Pentru 10,3% din locuitori nu este cunoscută apartenența etnică.